# 작도 가능한 수

2의 제곱근의 작도

작도 가능한 수는 눈금 없는 자와 컴퍼스를 사용하여 작도할 수 있는 수를 말한다. 눈금 없는 자로는 직선을 그릴 수 있고 직선은 {\displaystyle ax+by+c=0} 같은 일차식으로 나타낼 수 있다. 컴퍼스로는 원을 그릴 수 있고 원은 {\displaystyle x^{2}+y^{2}+ax+by+c=0} 같은 이차식으로 나타낼 수 있다. 따라서 유리수에 제곱근과 사칙연산을 유한번(有限番) 적용해서 얻어지는 수만이 작도가 가능하고, 세제곱근이 포함되어 있는 수나 초월수는 작도가 불가능하다. 작도 가능한 수들의 집합은 하나의 체를 이룬다.

## 정의
고정된 좌표계가 주어진 (혹은 단위 길이의 선분이 주어진) 유클리드 평면 위의 점이 눈금 없는 자와 컴퍼스만을 사용하여 작도할 수 있을 때 그 점을 작도 가능하다고 한다. 좌표계에서 어떤 복소수에 대응하는 점이 작도 가능할 때 그 수를 작도 가능한 수라고 한다. 다른 정의로, 단위 길이의 선분이 주어졌을 때 {\displaystyle \left|r\right|}의 길이를 가지는 선분을 눈금 없는 자와 컴퍼스만 가지고 작도할 수 있을 때 실수 {\displaystyle r}은 작도 가능하며, 실수부와 허수부가 모두 작도 가능한 복소수는 작도 가능하다고 할 수 있다.

## 같이 보기
- 작도
- 십칠각형
- 컴퍼스와 자 작도